# Semiothisa odataria
Semiothisa odataria là một loài bướm đêm trong họ Geometridae.